# Щербаков, Владимир Иванович (генерал)
Владимир Иванович Щербаков (14 [27] июля 1901, Урывки, Елецкий уезд, Орловская губерния, Российская империя — 4 ноября 1981, Ленинград) — советский военный деятель, генерал-лейтенант (28 апреля 1943 года).
Депутат Верховного Совета СССР III созыва (1950—1954).

## Начальная биография
Владимир Иванович Щербаков родился 14 (27) июля 1901 года в деревне Урывки ныне Елецкого района Липецкой области.

## Военная служба

### Гражданская война
17 апреля 1919 года призван в ряды РККА и направлен красноармейцем в Елецкий заградительный отряд, а в начале мая — на учёбу курсантом на Елецкие пехотные курсы, которые вскоре были передислоцированы в Серпухов и преобразованы в пехотные курсы красных командиров Юго-Западного фронта. В составе курсов В. И. Щербаков в мае — июне принимал участие в боевых действиях на Южном фронте против войск под командованием генерала А. И. Деникина в районе города Калач и станции Березина, а в августе — против 4-го Донского корпуса под командованием генерала К. К. Мамонтова в районе Ельца во время его рейда.
После окончания курсов в феврале 1920 года В. И. Щербаков заболел тифом, после чего лечился в харьковском госпитале. По излечении в июне направлен в 20-й запасной полк, дислоцированный в Орле, в котором служил инструктором и командиром маршевой роты, а в июле того же года переведён в 212-й Московский стрелковый полк (24-я стрелковая дивизия), в составе которого служил командиром взвода и роты и принимал участие в боевых действиях Советско-польской войны на Юго-Западном фронте против польских войск в районе городов Сокаль, Горохов, Дубно и на реке Случь в районе Рогачёва, в конце 1920 года — против войск под командованием С. В. Петлюры и генерал-майора С. Н. Булак-Балаховича в районе Жмеринки и Браилов, а в 1921 году — против с бандформирований на территории Подольской губернии.

### Межвоенное время
С ноября 1923 года служил в 286-м стрелковом полку (96-я стрелковая дивизия, Украинский военный округ) на должностях командира роты, батальона и начальника штаба полка. В период с октября 1927 по август 1928 года учился на курсах «Выстрел».
В ноябре 1930 года В. И. Щербаков направлен в Школу по переподготовке командиров запаса имени В. И. Ленина в Ленинграде, где служил на должностях преподавателя тактики и начальника учебной части.
В 1938 году окончил факультет заочного и вечернего обучения Военной академии имени М. В. Фрунзе. С июля того же года В. И. Щербаков служил на должностях помощника командира и врид командира 90-й стрелковой дивизии, а с февраля 1939 года — на должности командира 104-й стрелковой дивизии, которая в сентябре была передислоцирована в район полуострова Рыбачий и на южный берег Мотовского залива. С началом Советско-финляндской войны 104-я стрелковая дивизия под командованием В. И. Щербакова 30 ноября 1939 года перешла советско-финскую границу, уничтожила гарнизоны войск противника на полуострове Рыбачий, заняла город Петсамо, порт Лиинахамари и вышла на границу с Норвегией, после чего перешла к обороне. После окончания войны 104-я стрелковая дивизия дислоцировалась в Кандалакше (Мурманская область), выполняя задачи по охране советско-норвежской государственной границы.
В январе 1941 года назначен на должность командира 50-го стрелкового корпуса (Ленинградский военный округ), выполнявшего задачи по прикрытию новой советской границы на Карельском перешейке.

### Великая Отечественная война
С началом войны 50-й стрелковый корпус под командованием генерал-майора В. И. Щербакова вела оборонительные боевые действия на Карельском перешейке.
В августе 1941 года исполнял должность командующего 42-й армией, находившейся на формировании. В середине месяца, по приказу командующего войсками Ленинградского фронта В. И. Щербаков вместе с оперативной группой 42-й армии был направлен для усиления Копорской оперативной группы, но был контужен и направлен в ленинградский госпиталь, но не окончив лечения, 31 августа назначен на должность командующего 8-й армией, которая вела оборонительные боевые действия на Ораниенбаумском плацдарме. 24 сентября 1941 года по решению командующего войсками Ленинградского фронта Г. К. Жукова и члена Военного совета А. А. Жданова генерал-майор В. И. Щербаков был освобождён от занимаемой должности «как не справившийся» и назначен командиром 11-й стрелковой дивизии, ведшей боевые действия в районе Старого Петергофа, а в с января 1942 года — после передислокации принимавшей в ходе Любанской наступательной операции в районе станции Погостье.
В марте 1942 года назначен на должность заместителя командующего 23-й армией, а в апреле — на должность командующего 14-й армией (Карельский фронт), которая вела оборонительные боевые действия на мурманском, кандалакшском и ухтинском направлениях, а в 1944 году участвовала в Петсамо-Киркинесской наступательной операции, в ходе которой освободила Петсамо и северные районы Норвегии, а затем обороняла занятые рубежи и охраняла советскую государственную границу.

### Послевоенная карьера
После окончания войны находился на прежней должности.
С августа 1945 года генерал-лейтенант В. И. Щербаков находился в распоряжении Главного управления кадров НКО и в октябре назначен заместителем командующего войсками Прибалтийского военного округа.
В феврале 1946 года направлен на учёбу на Высшие академические курсы при Высшей военной академии имени К. Е. Ворошилова, после окончания которых в феврале 1947 года назначен на должность командующего войсками Архангельского военного округа, в мае 1949 года — на должность командующего войсками Горьковского военного округа, а в октябре 1953 года — на должность первого заместителя командующего войсками Воронежского военного округа.
Генерал-лейтенант Владимир Иванович Щербаков 22 августа 1957 года вышел в отставку. Умер 4 ноября 1981 года в Ленинграде.

## Воинские звания
- Полковник (1935);
- Комбриг (10.02.1939);
- Генерал-майор (4.06.1940);
- Генерал-лейтенант (28.04.1943).

## Награды
- Орден Ленина (21.02.1945);
- Четыре ордена Красного Знамени (5.02.1940, 6.02.1942, 3.11.1944, 20.06.1949);
- Орден Суворова 1-й степени (2.11.1944);
- Орден Красной Звезды (24.07.1981)[3];
- Медали;
- Командор Ордена Святого Олафа (1945, Норвегия)[4]

## Память
Именем командарма Щербакова названы улица в Мурманске и больший рыболовный траулер.
В Санкт-Петербурге установлена мемориальная доска установлена на доме 44 на улице Кузнецовская, в котором с 1957 по 1981 годы жил генерал-лейтенант В. И. Щербаков.

## Сочинения
- Щербаков В. И. Заполярье — судьба моя. — Мурманск, 1994.
- Щербаков В. И. На приморских флангах: воспоминания командарма. — СПб.: Ломоносовская типография, 1996. — 216 с.: фот.